# Laciniella insolita
Laciniella insolita är en fjärilsart som beskrevs av John S. Dugdale 1966. Laciniella insolita ingår i släktet Laciniella och familjen vecklare. Inga underarter finns listade i Catalogue of Life.